# Transports dans le Cher

Les transports dans le département français du Cher sont organisés autour des agglomérations de Vierzon et Bourges. La première est l'un des principaux carrefours autoroutiers et ferroviaires du centre de la France, à la rencontre de flux nord-sud entre l'Île-de-France et le Massif central et ouest-est entre la Basse-Loire et le Centre-Est de la France. La seconde, en revanche, est un carrefour plus secondaire, principalement tiré par le poids démographique et économique de la capitale du Berry.
Dans l'est du département, la vallée de la Loire forme un autre axe de transport, dont les principales infrastructures se trouvent cependant à l'est dans la Nièvre. Entre Bourges et la Loire, dans le nord et le sud-est du département, l'absence d'infrastructures lourdes et le déclassement d'anciens axes routiers importants conduit des petites villes comme Aubigny-sur-Nère ou Sancoins à un certain isolement.

## Transport routier

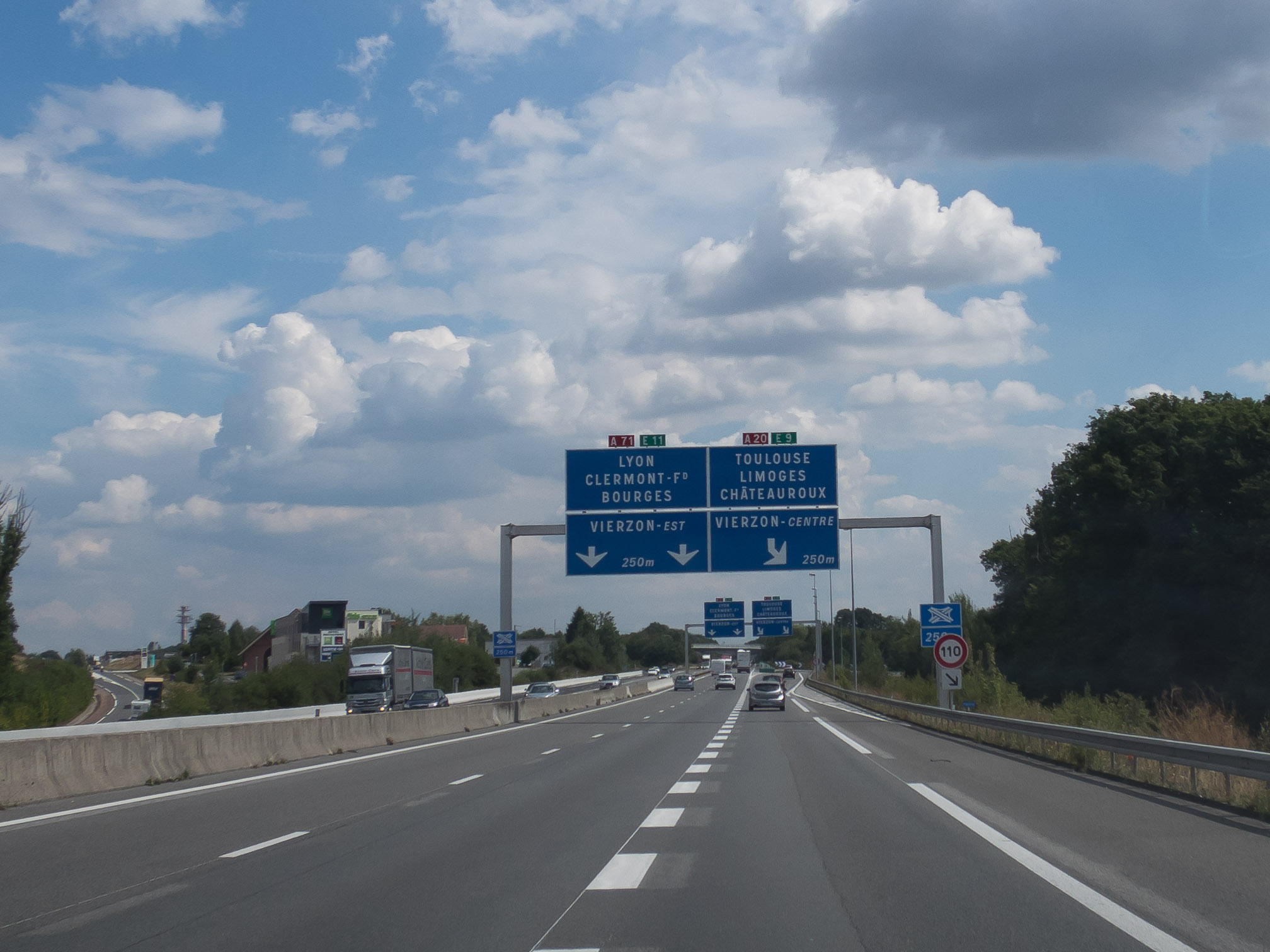
L'autoroute A71 au nord de l'échangeur de l'autoroute A20, près de Vierzon.

### Infrastructures routières
Le principal axe routier du département est l'autoroute A71, qui relie les trois principales agglomérations — Vierzon, Bourges et Saint-Amand-Montrond — entre elles et à Paris au nord et Clermont-Ferrand au sud.
La rocade de Bourges relie entre eux les quartiers périphériques de la ville et permet au trafic de transit d'éviter la ville.
Parmi les nombreuses routes nationales qui traversaient le département, seule la route nationale 151 est conservée depuis 2006 dans le réseau routier national : elle constitue en effet un tronçon non-doublé par une autoroute — et qui ne le sera peut-être jamais — du grand contournement de Paris.

### Transport collectif de voyageurs
Le Cher est desservi par le réseau régional de transport routier Rémi (pour RÉseau de Mobilité Interurbaine), qui exploite une quinzaine de lignes dans le département.
Avant la reprise de la compétence par le conseil régional en 2017, le département du Cher organisait le réseau Lignes 18.

## Transport ferroviaire

### Historique

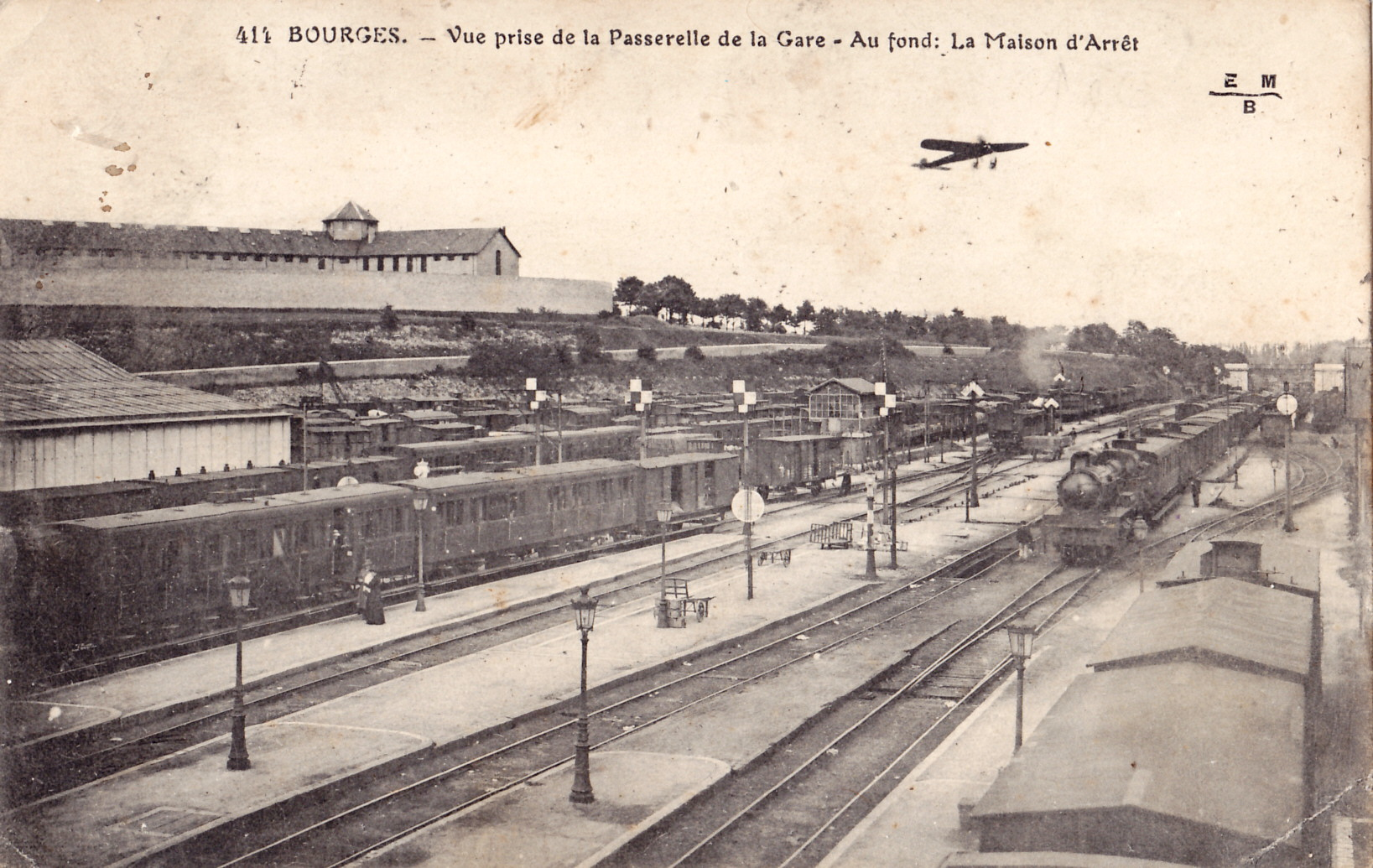
La gare de Bourges dans les années 1910.

Le chemin de fer est apparu assez tôt dans le département : Vierzon et Bourges sont desservies dès 1847 depuis Paris. Le réseau d’intérêt général a été développé par la Compagnie du chemin de fer de Paris à Orléans (PO), mais à un rythme beaucoup plus faible que dans des départements plus industriels ou urbains : entre 1850 et 1880, seules deux nouvelles lignes sont ouvertes dans le département. 
Des lignes à écartement métrique, moins onéreuses, seront donc construites  pour desservir les territoires restés isolés : sous le statut de chemins de fer d’intérêt local, exploités par la Société générale des chemins de fer économiques à partir de 1888 et les Chemins de fer économiques des Charentes pour une ligne ouverte en 1914, mais aussi — fait rare — sous le statut de voie ferrée d'intérêt général pour la ligne de La Guerche-sur-l'Aubois à Châteaumeillant et le chemin de fer du Blanc-Argent. Les réseaux voisins des Tramways du Loiret et des Tramways de l'Indre atteindront respectivement Brinon-sur-Sauldre et Vierzon par Graçay.
À la veille de la Première Guerre mondiale, le chemin de fer atteignait ainsi la plupart des villes et bourgs du département :
- Argent-sur-Sauldre, Bourges, Châteaumeillant, La Guerche-sur-l'Aubois, Henrichemont, Saint-Amand-Montrond, Saint-Florent-sur-Cher, Sancerre et Vierzon étaient au carrefour de lignes à écartement normal et de lignes à écartement métrique, d'intérêt général ou d'intérêt local,
- Les Aix-d'Angillon, Aubigny-sur-Nère, Avord, Châteauneuf-sur-Cher, Culan et Mehun-sur-Yèvre n'étaient desservies que par le réseau d'intérêt général à écartement normal,
- Brinon-sur-Sauldre, Dun-sur-Auron, Graçay, Lignières, Neuvy-sur-Barangeon, Sancergues, Sancoins et Vailly-sur-Sauldre n'étaient desservies que par de lentes lignes à écartement métrique.

Les lignes à écartement métrique fermeront entre les années 1930 et les années 1950, suivies par les lignes à écartement normal les plus secondaires. 
La ligne des Aubrais - Orléans à Montauban-Ville-Bourbon est électrifiée en 1926 au nord de Vierzon et en 1935 au sud. L'électrification de la ligne de Vierzon à Saincaize sera beaucoup plus tardive, en 1997 de Vierzon à Bourges et en 2011 jusqu'à Saincaize (près de Nevers).
|                                             |
| Le réseau ferroviaire à son apogée en 1930. |

|                                     |
| Le réseau ferroviaire de nos jours. |

|                                                    |
| Carte animée de l’évolution du réseau ferroviaire. |

### Situation actuelle

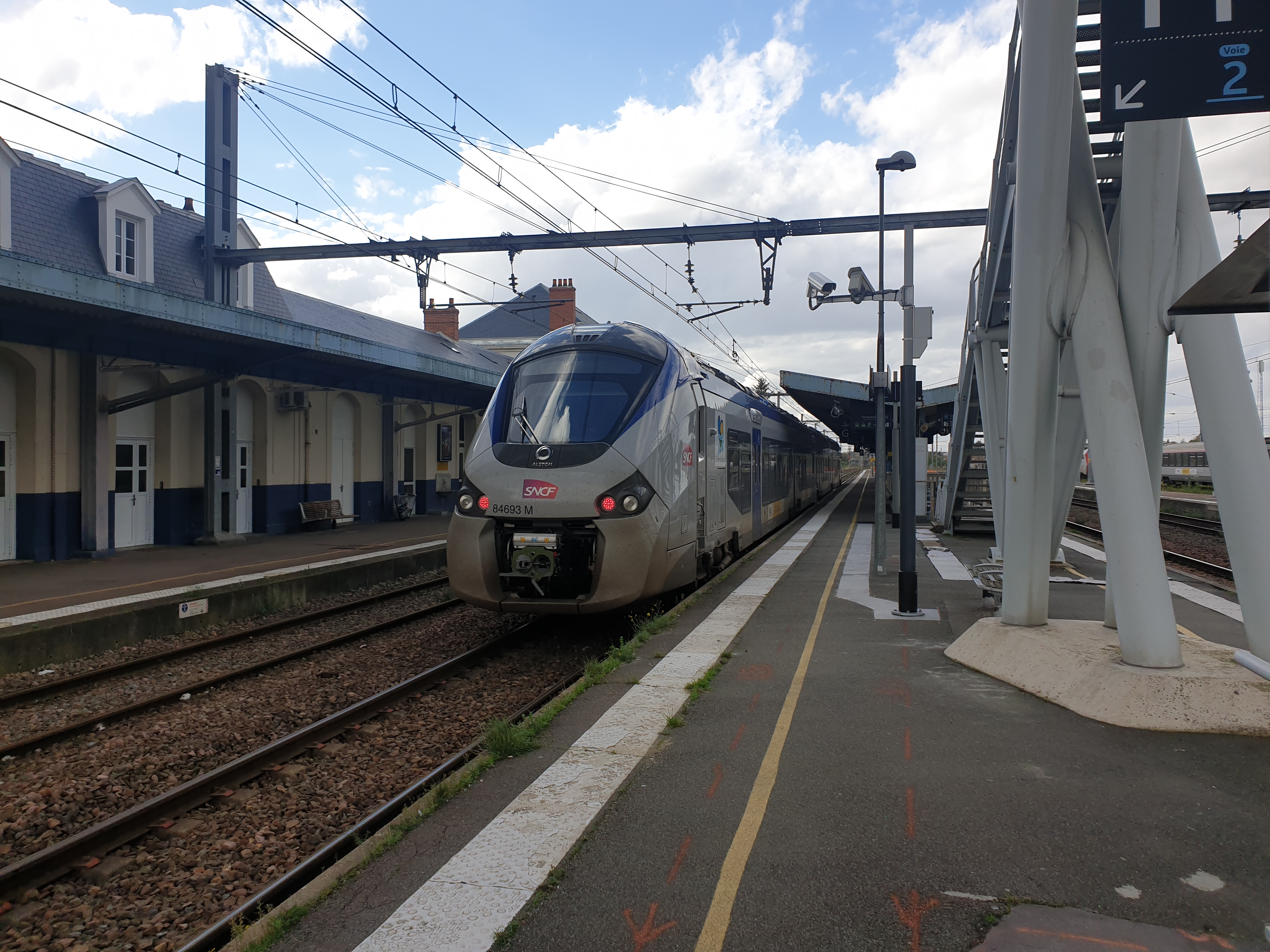
Une rame Régiolis bimode du TER Centre-Val de Loire en gare de Bourges en 2020.

Les principales gares de voyageurs sont celles de Bourges et Vierzon, avec une fréquentation annuelle de 980 000 et 871 000 voyageurs respectivement en 2019. La seconde est un important carrefour ferroviaire où se croisent les trains Intercités de l'axe POLT (Paris-Orléans-Limoges-Toulouse) et de la ligne Nantes - Lyon.
Des trains TER Centre-Val de Loire (Rémi) parcourent les lignes du département et relient notamment Orléans ou Tours à Nevers, Dijon et Lyon par Vierzon et Bourges. Des trains Rémi Express relient Paris-Austerlitz à Bourges en deux heures environ. La desserte directe entre Paris-Austerlitz et Montluçon par Saint-Amand-Montrond - Orval a été supprimée, la ligne de Bourges à Miécaze — désormais limitée à Montluçon — n'est donc plus parcourue que par des trains ayant leur origine ou terminus à Bourges ou Vierzon.

## Transport fluvial

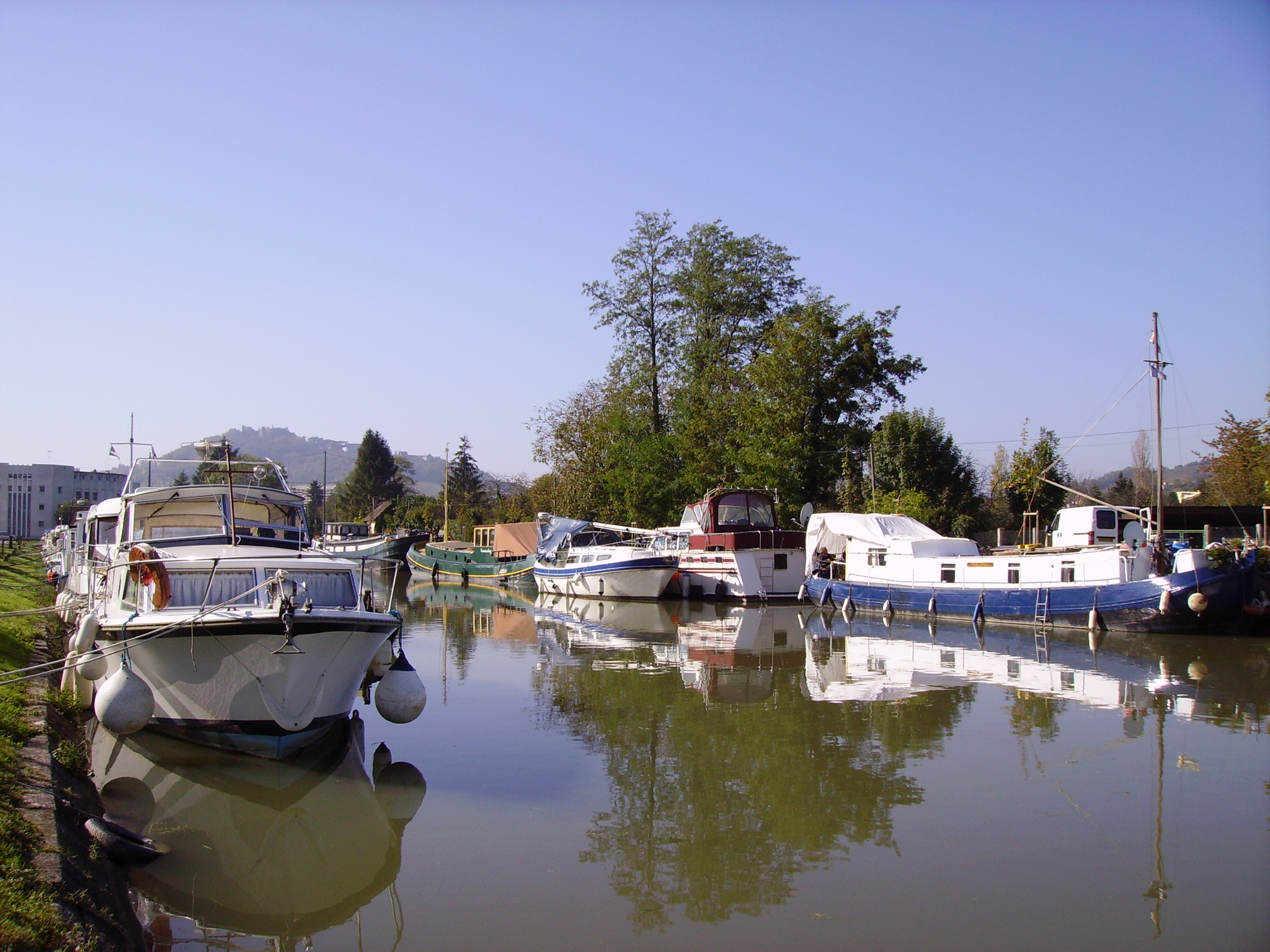
Le port de plaisance de Saint-Thibault-sur-Loire sur le canal latéral à la Loire.

Le Cher est parcouru dans sa partie orientale par le canal latéral à la Loire. Au gabarit Freycinet (classe I), ce canal est aujourd'hui principalement dédié à la navigation de plaisance.

## Transport aérien
Le département ne possède pas actuellement d'aéroport desservi par des vols réguliers, mais l'aéroport de Bourges doté d'une piste en dur de 1 550 m accueille notamment des vols d'affaires et militaires. 
Plusieurs aérodromes sont dédiés à l'aviation légère de tourisme ou de loisirs : Aubigny-sur-Nère, Châteauneuf-sur-Cher et Vierzon - Méreau.

## Transports en commun urbains et périurbains

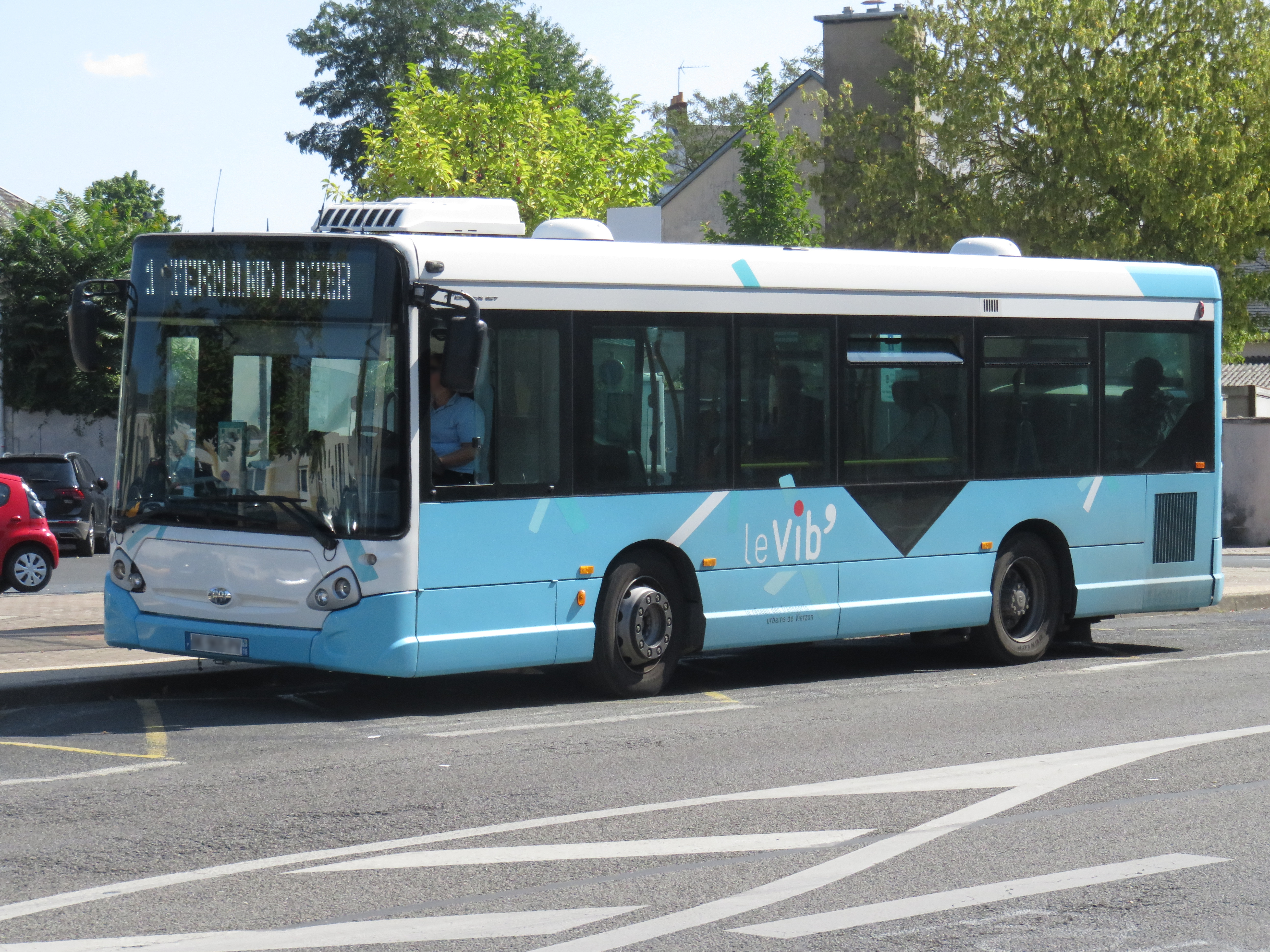
Un autobus Heuliez GX 127 du réseau Le Vib devant la gare de Vierzon en 2018.

Le Syndicat Mixte intercommunal à Vocation de Transports Urbains AggloBus (qui regroupe les 17 communes de Bourges Plus et les communes de Fussy, Pigny et Saint-Florent-sur-Cher), les communes de Vierzon et Saint-Amand-Montrond et la communauté de communes du pays d'Issoudun (qui compte quelques communes dans le Cher) sont autorités organisatrices de la mobilité sur leur territoire et organisent des services de transport dans leur ressort territorial. 
Le réseau AggloBus dessert Bourges et ses environs par une quinzaine de ligne de bus et du transport à la demande (TAD). Les autres réseaux sont d'ampleur plus réduite : 6 lignes et TAD à Vierzon (réseau Le Vib'), une navette gratuite formant quatre circuits à Saint-Amand-Montrond (Pépita) et deux lignes gratuites passant dans le Cher pour la communauté de communes du pays d'Issoudun (TIGR).
Le tramway de Bourges a circulé dans la ville entre 1898 et 1949. Ses trois lignes étaient complétées par le tramway de l'école de Pyrotechnie, qui desservait l'école militaire du même nom de 1898 à 1961.

## Modes actifs
Le département est traversé par plusieurs voies vertes, véloroutes et sentiers de grande randonnée.